# 峡河乡
峡河乡，是中华人民共和国辽宁省抚顺市抚顺县下辖的一个乡镇级行政单位。

## 行政区划
峡河乡下辖以下地区：
峡河村、台堡村、眼望村、六家子村、三家子村、小林村、杜家村、大房子村、陡岭村和胜子村。